# Xanthodes malvae
Xanthodes malvae är en fjärilsart som beskrevs av Eugen Johann Christoph Esper 1796. Xanthodes malvae ingår i släktet Xanthodes och familjen trågspinnare. Inga underarter finns listade i Catalogue of Life.